# 松田直树
松田直树（平假名：まつだ なおき，1977年3月14日—2011年8月4日），日本足球运动员，日本国家足球队成员，司职后卫。爱称是マツ、マツさん。

## 俱樂部生涯
自1995年从前橋育英高等學校毕业后，就来到日职的横滨水手效力。第1年就成为了球队主力。为1995、2003和2004这三个赛季横滨水手的夺冠做出了贡献，两度入选年度最佳阵容。
在松田的职业生涯中，顶级联赛出场数达到了385场，并打进了17粒进球。本赛季才转回到日本足球联赛的球队松本山雅。

## 國家隊生涯
入选过自U-16青年队以上的所有级别国家队。参加过1996年亚特兰大奥运会、2000年悉尼奥运会、2002年韩日世界杯。2004年亚洲杯的参赛名单中松田入选，只是因为受伤才由效力于浦和红钻的坪井庆介代替入选。
松田40次代表日本国家队出战，并以日本主力右后卫的身份打满2002年韩日世界杯的全部4场比赛，帮助日本队成功进入16强。

## 逝世
2011年8月4日，2002年世界杯上的日本国家队后卫松田直树因在本月2日训练中突发心肌梗塞，经医治无效后于2011年8月4日凌晨逝世，终年34岁。

## 外部連結
- 世界杯出场纪录 （页面存档备份，存于）
- 松田直树 – FIFA國際賽競賽紀錄 (存檔)
- 松田直树在 National-Football-Teams.com 上的出场纪录
- Japan National Football Team Database （页面存档备份，存于）
- 日本職業足球聯賽中的松田直树 （日語）
- Yokohama F. Marinos profile （日語）